# Poklonac sv. Ane Samotreće s uzidanom rimskom stelom
Poklonac sv. Ane Samotreće s uzidanom rimskom stelom je rimokatolički objekt u općini Hrašćina, zaštićeno kulturno dobro.

## Opis dobra
Poklonac sv. Ane Samotreće nalazi se na križanju cesta u samom središtu naselja Hrašćine. Kubus poklonca podijeljen je u tri zone. U donjoj zoni ugrađen je dio rimskog nadgrobnog spomenika, u središnjoj je smještena skupina sv. Ane s malim Isusom i Marijom dok se u trećoj nalazi reljefna ploča s portretom S. Radića. Provenijencija ugrađene rimske stele je nepoznata. Riječ je o gornjem dijelu stele s uklesanim trokutastim zabatom profiliranih rubova u čijem središtu se nalazi glava Gorgone s pticom sa svake strane. U edikuli su isklesana dva poprsja, desno starijeg muškarca a lijevo žene. Od natpisa sačuvano je samo: M VLP CEMI […] SAVI F AN […] VOLVS […]

## Zaštita
Pod oznakom Z-6729 zavedena je kao nepokretno kulturno dobro - pojedinačno, pravnog statusa zaštićena kulturnog dobra, klasificirano kao "sakralna graditeljska baština".